# Fejér-Polynome
In der Mathematik ist für eine {\displaystyle 2\pi }-periodische, stetige Funktion {\displaystyle f}, das heißt {\displaystyle f\in C_{2\pi }}, das {\displaystyle n}-te Fejér-Polynom {\displaystyle \sigma _{n}(f)} definiert durch
{\displaystyle \sigma _{n}(f)(x):=\sum _{k=-n}^{n}\left(1-{\frac {\left|k\right|}{n+1}}\right){\hat {f}}(k)\,\mathrm {e} ^{ikx},}
wobei
{\displaystyle {\hat {f}}(k):={\frac {1}{2\pi }}\int _{-\pi }^{\pi }f(t)\,\mathrm {e} ^{-ikt}\mathrm {d} t}
der {\displaystyle k}-te Fourier-Koeffizient ist. Mit Hilfe dieser trigonometrischen Polynome lieferte Fejér einen konstruktiven Beweis für den Satz von Weierstraß, der aussagt, dass jede {\displaystyle 2\pi }-periodische, stetige Funktion durch trigonometrische Polynome gleichmäßig approximiert werden kann. Diese Aussage wird auch als Satz von Fejér bezeichnet.

## Konvergenzaussagen – Satz von Fejér
Fejér führte den Beweis über das (erste) arithmetische Mittel der Partialsummen der Fourierreihe
{\displaystyle \sigma _{n}(f)(x)={\frac {1}{n+1}}\sum _{k=0}^{n}S_{k}(f)(x),}
wobei
{\displaystyle S_{k}(f)(x):=\sum _{j=-k}^{k}{\hat {f}}(j)\,\mathrm {e} ^{ijx}}
die {\displaystyle k}-te Partialsumme ist, indem er zeigte:
Für jede {\displaystyle 2\pi }-periodische, stetige Funktion {\displaystyle f} konvergiert die Folge der Fejér-Polynome {\displaystyle \sigma _{n}(f)} gleichmäßig gegen {\displaystyle f}, d. h.
{\displaystyle f\in C_{2\pi }\Rightarrow \lim \limits _{n\to \infty }\|\sigma _{n}(f)-f\|_{C_{2\pi }}=\lim \limits _{n\to \infty }\left(\max \limits _{x\in [-\pi ,\pi ]}|\sigma _{n}(f)(x)-f(x)|\right)=0.}

## Fejér-Kern
Der n-te Fejér-Kern {\displaystyle \sigma _{n}(x)} ist definiert durch
{\displaystyle \sigma _{n}(x):=\sum _{k=-n}^{n}\left(1-{\frac {\left|k\right|}{n+1}}\right)\mathrm {e} ^{ikx}}.

### Faltung
Die Fejér-Polynome lassen sich als Faltung mit dem Fejér-Kern darstellen. Es gilt
{\displaystyle \sigma _{n}(f)(x)=(\sigma _{n}*f)(x):={\frac {1}{2\pi }}\int _{-\pi }^{\pi }f(t)\sigma _{n}(x-t)\mathrm {d} t}

### Arithmetisches Mittel des Dirichlet-Kerns
Aus der Interpretation der Fejér-Polynome als (erstes) arithmetisches Mittel der Partialsummen folgt die Darstellung des Fejér-Kerns als arithmetisches Mittel des Dirichlet-Kerns
{\displaystyle \sigma _{n}(x)={\frac {1}{n+1}}\sum _{k=0}^{n}D_{k}(x)}
wobei der Dirichlet-Kern definiert ist über
{\displaystyle D_{n}(x):=\sum _{k=-n}^{n}\mathrm {e} ^{ikx}}

### Positiver reeller Kern
Neben der Summenschreibweise über komplexe Funktionen lässt sich der Fejér-Kern auch in einer geschlossenen Form darstellen.
Hierzu wird verwendet, dass der Dirichlet-Kern die Darstellung
{\displaystyle D_{k}(x)=1+2\sum _{j=1}^{k}\cos(jx)={\frac {\sin \left({\frac {2k+1}{2}}x\right)}{\sin(x/2)}}}
besitzt. Mit Hilfe des obigen Zusammenhangs des Fejér-Kerns mit den Dirichlet-Kernen und der Regel
{\displaystyle \sum _{k=0}^{n}\sin \left({\frac {2k+1}{2}}x\right)={\frac {\sin ^{2}\left({\frac {n+1}{2}}x\right)}{\sin \left(x/2\right)}}}
ergibt sich die folgende geschlossene Darstellung des Fejér-Kerns:
{\displaystyle \sigma _{n}(x)={\begin{cases}{\frac {1}{n+1}}\left({\frac {\sin \left({\frac {n+1}{2}}x\right)}{\sin({\frac {x}{2}})}}\right)^{2},&x\notin 2\pi \mathbb {Z} ,\\n+1,&x\in 2\pi \mathbb {Z} .\end{cases}}}
Aufgrund der daraus ersichtlichen Positivität des Fejér-Kern kann für den Nachweis der gleichmäßigen Konvergenz der Fejér-Polynome der Satz von Bohman-Korowkin angewendet werden, der besagt, dass aus der gleichmäßigen Konvergenz der Testfunktionen {\displaystyle \sin } und {\displaystyle \cos } die gleichmäßige Konvergenz für alle Funktionen {\displaystyle f\in C_{2\pi }} folgt.

## Konvergenz in anderen Funktionenräumen
Auch für nichtstetige Funktionen anderer Funktionenräume, z. B. der Lebesgue-integrierbaren Funktionen, lassen sich Aussagen zur Approximierbarkeit angeben.

## Quantitative Aussagen
Für Hölder-stetige Funktionen {\displaystyle f} lassen sich direkte Abschätzungen zum Konvergenzverhalten der Fejér-Polynome angeben.
Gehört {\displaystyle f} für ein {\displaystyle 0<\alpha \leq 1} zur Klasse der Hölder-stetigen Funktionen {\displaystyle C^{\alpha }}, d. h.
{\displaystyle \|f(\cdot +h)-f(\cdot )\|_{C_{2\pi }}={\mathcal {O}}(|h|^{\alpha }){\text{ für }}h\to 0,}
so gelten die folgenden quantitativen Approximationsaussagen:
{\displaystyle \|\sigma _{n}(f)-f\|_{C_{2\pi }}={\begin{cases}{\mathcal {O}}(n^{-\alpha }),&0<\alpha <1,\\{\mathcal {O}}\left({\frac {\log(n)}{n}}\right),&\alpha =1,\end{cases}}{\text{ für }}n\to \infty .}